# 豊後きのこカレー
豊後きのこカレー（ぶんごきのこカレー）は、大分県の大分県椎茸農業協同組合が製造する、シイタケを主具材とするレトルトカレーである。

## 概要
大分県の乾シイタケの生産量は国内の32％を占めて都道府県別で第1位であるとともに、55回の全国乾椎茸品評会のうち41回で団体優勝を果たしており、質量ともに日本一を誇る。
豊後きのこカレーは、この大分名産の乾シイタケのうち、冬茹（どんこ）と呼ばれる傘が開いていない小型で肉厚のものを具材とするレトルトカレーである。
大分県椎茸農業協同組合では、1979年の九月場所以来、大相撲の優勝力士にOSK杯と呼ばれる乾シイタケが詰まった杯を贈呈しており、豊後きのこカレーのパッケージにはOSK杯を受け取る力士の姿が描かれている。
また、「豊後きのこカレー」は、2012年（平成24年）7月27日に地域団体商標として登録されている（商標登録第5509635号）。
テレビ番組で、ギャル曽根がご当地レトルトカレーのランキングの第2位に選んだことから話題になった。
この製品に続き「豊後きのこ」シリーズとして、2009年に「豊後なばめし」（シイタケの炊き込みご飯）、2012年4月に「豊後きのこ牛丼」、2012年10月に「豊後椎茸のり」が発売されている。